# Suită (muzică)
Suita este o lucrare muzicală instrumentală alcătuită din mai multe părți scrise în aceeași tonalitate, dar contrastante prin caracter și prin mișcare. Practic, este o compoziție muzicală, constând dintr-o serie de piese instrumentale, unite într-o operă de proporții mai mari.
Nici un termen nu poate desemna mai bine genul muzical la care se raportează. Un număr impresionant de lucrări scrise pentru un singur instrument, pentru formații de cameră sau orchestrale poartă denumirea de suită. Prin suită se înțelege un gen muzical alcătuit din mai multe lucrări contrastante ca expresie și dinamică.
Procesul de formare a suitei cunoaște două etape ale căror rezultate au dus la desăvârșirea genului atât pe linia conținutului cât și pe linia formei. De aici au rezultat cele două tipuri de bază denumite în mod simbolic: suita preclasică, a cărei perioadă de înflorire se situează în secolul al XII-lea și o bună parte a secolului următor, și suita modernă, care are ca perioadă de înflorire secolul al XIX-lea și continuă și în secolul al XX-lea.

## Suita preclasică
Suita preclasică, în forma ei reprezentativă, constituie un ciclu de dansuri legate atât pe baza unui principiu de unitate cât și prin altul de contrast.
Este cunoscut faptul că muzica instrumentală a apărut întâi sub forma de acompaniament al muzicii vocale și ulterior s-a constituit în gen de sine stătător, prin transcrierea părții vocale pentru diferite instrumente soliste. Desprinzându-se de muzica vocală, muzica instrumentală evoluează independent, căpătând aspecte deosebite de cele ale stilului vocal determinate de caracteristicele și perfecționării instrumentelor existente cât și de apariția altora.
Un rol deosebit în cristalizarea suitei l-a avut practica dansurilor de Curte. În acest context se compun nenumărate suite instrumentale care încearcă să răspundă cerințelor vremurilor. Sursa acestor dansuri a fost jocul popular. Embrionul suitei îl constituie alăturarea a două dansuri contrastante ca factură și ca tempo: unul lent în măsura binară-pavană, altul rapid, în măsură ternară - gagliarda. Uneori în locul gagliardei apare un alt dans asemănător, saltarello.
Pavana (paduana) după numele orașului italian Padua, presupus a fi locul de origine al acestui dans, este cunoscută încă din secolul al XVI-lea, atât în Italia cât și în Spania. Caracterul dansului era solemn, majestuos, într-o mișcare lentă, iar măsura în care se scria era de 2/4. Ea deschide de obicei balurile în secolul al XVI-lea.
Gagliarda (gaillarde) este cunoscută tot în aceeași perioadă ca și pavana, caracterul fiind însă diferit. Gagliarda este un dans vioi, plin de forță și de temperament, caracterizat și prin săriturile pe care le executau dansatorii. Măsura în care se scria dansul era de 3/4.
Saltarello, un dans asemănător cu precedentul atât prin caracter, metrică, cât și prin mișcare, își trage denumirea de la cuvântul saltare (în italiană înseamnă „a sări”). Dansul saltarello era scris în măsura de 3/4 sau 6/8.
Prezentând primele dansuri care au constituit embrionul propriu-zis al suitei, se impune o precizare; în ce măsură elementele prezentate mai sus pot fi socotite ca puncte de plecare specifice suitei?
1. Origine dansurilor este în linii mari populară.
2. Un dans rar este urmat de unul mișcat, unul în măsura de 2/4 este urmat de altul în măsura de 3/4 etc.
3. Respectiva succesiune aduce un real contrast de mișcare și nuanță expresivă, forma bipartită fiind predominantă.

Dansurile sunt prezentate într-o singură tonalitate, acest principiu - al unității tonale -devenind criteriul indiscutabil al suitei.

### Evoluție
La evoluția suitei, în forma pe care o cunoaștem în special în epoca ei de apogeu (Bach, Handel), au concurat mai mulți factori.
Întrucât numărul și ordinea în suită nu căpătaseră încă o precizare, apar unele suite care conțin între 4 și 23, ba chiar și de 27 de dansuri. O asemenea aglomerare punea pe instrumentiști in situația de a alege o parte din piesele suitei pe care urmau apoi să le interpreteze. La începutul secolului al XVIII-lea, în creațiile lui Johann Sebastian Bach (1685-1750) suita capătă fundamentarea ei clasică. În primul rând observăm că patru dansuri; allemanda, curanta, sarabanda și giga se constituie în prototipul de bază al suitei. Orice dans în plus se introduce după sarabandă, adică între sarabandă și gigă. Acestea sunt de obicei; menuetul, bourree, gavota, loure, passepied, rigauden, siciliana etc.. În plus, Bach aduce ca o introducere ce urmărește fixarea de la început a tonalității unice a suitei termenul de „preludiu” pentru suite instrumentale (uneori „intradă”), iar pentru cele orchestrale denumirea de „uvertură”. Mai putem întâlni o mișcare ce nu intră în categoria dansurilor populare, pe numele de arie. Ea este introdusă pentru obținerea unui contrast mai puternic între piesele componente.

### Caracteristici
Caracteristicile specifice suitei preclasice:
1. Unitatea tonală determină unitatea întregului ciclu. În unele suite mai ample se pot întâlni unul sau două dansuri scrise în omonima tonalității inițiale. Acest lucru nu încalcă principiul unității tonale, deoarece este cunoscut faptul că trecerea de la major la minor, sau invers, nu constituie o modulație, întrucât tonica rămâne neschimbată.
2. O anumita ordine a dansurilor urmărește totodată realizarea contrastului între ele, fie prin caracter, fie prin tempo; allemanda - moderato, curanda - vivace, sarabanda - andante și giga - presto, fie prin măsură; alternarea de măsuri binare cu ternare, simple și compuse.
3. Din punct de vedere al formei muzicale, în suită predomină structura bipartită, corespunzătoare cu două idei muzicale asamblate în secțiuni (A-B). Din punct de vedere tematic, ideea muzicală din B este, de regulă, prelucrarea ideii din A. Considerăm secțiunea din B o nouă idee muzicală pentru faptul că tonalitatea în care este expusă este diferită celei din A.

Suita este, de fapt, primul gen muzical (instrumental sau orchestral), în sens de ciclu, pe care îl cunoaște istoria muzicii culte. Prin conținutul expresiv, prin semnificația dramaturgiei și structurii sale, suita a influențat apariția altor forme și genuri muzicale.

## Suita modernă
Suita modernă cunoaște, odată cu reapariția ei în secolul XIX, o diversificare pe trei planuri:
1. Suita din dansuri populare;
2. Suita simfonică;
3. Suita din lucrări scenice.

Suita preclasică, influențând la vremea ei apariția altor forme și genuri muzicale, își epuizează rațiunea de a fi pentru a reapărea ulterior cu un profil nou, profil în care influențele genurilor și formelor la a căror naștere tocmai a contribuit se resimt cu putere. Devine vizibilă diversificarea tonală în interiorul suitei, unitatea fiind realizată prin prezentarea primei și ultimei mișcări în aceeași tonalitate. Varietatea formelor este sensibilă pentru fiecare parte, pornind de la multiple structuri de lied pană la rondosi, chiar sonată. Dansurile specifice din vechea sonată dispar și apar noi dansuri, în funcție de originea națională a compozitorului și de profilul și culoarea națională pe care autorul dorește să o evidențieze.

### Suita de dansuri
Se poate spune ca ea este urmașa directă a suitei preclasice. Acest tip de suită s-a dezvoltat mult în perioada de afirmare a școlilor naționale. În România, suita apare ca o formă de manifestare a unui gen muzical larg accesibil. Folclorul românesc s-a afirmat drept o sursă de bază pentru cristalizarea unui gen muzical pe plan cult: astfel au fost introduse și prelucrate multe dansuri și cântece românești ca: Sârba, Hora, Chindia, Colindul, Brâul, Trei păzește, Hațegana, Călușul, Bărbuncul, Mandrele etc..

### Suita simfonică
O etapă superioară în folosirea creației populare în forme mai ample o constituie formarea celui de-al doilea prototip, și anume suita simfonică, de fapt un stadiu superior de integrare și afirmare a elementelor populare. În suita simfonică, formele ample, bogăția relațiilor tonale, limbajul polifon, culoarea variată a orchestrației sunt mijloace de expresie prin care se favorizează elementul popular pentru a ajunge și a fi predominant, esențializat spiritual în conținut și în formă.

### Suita din lucrări scenice
Sub acest generic avem în vedere suitele extrase din muzica scrisă inițial pentru balet, film sau spectacole teatrale. Desigur, cel mai mare succes în sălile de concert, la radio sau la televiziune îl au suitele de balet, deși există și exemple care ne arată că suitele extrase din muzica de scena sau din muzica de film se bucură de asemenea de interes.
Principiile care stau la baza realizării acestor suite sunt:
1. Alegerea celor mai importante și pregnante teme care se succed, urmărind fie o creștere gradată a tensiunii, a dinamicii, fie realizarea unui puternic contrast între ele. Nu este obligatoriu ca ordinea apariției temelor din suită să fie identică cu cea din balet.
2. Temele pot fi expuse în forma lor autentică de prezentare, ori pot fi amplificate.
3. Unitatea tonală se realizează, la toate suitele, între începutul și sfârșitul suitei.
4. Suita nu poate avea formă precisă, determinată, luată în întregime, dar secțiunile ei pot avea structuri fixe de lied, rondo, etc..